# Cropia fuscoviridis
Cropia fuscoviridis là một loài bướm đêm trong họ Noctuidae.